# Ізюмська міська центральна бібліотека
Ізю́мська міська́ центра́льна бібліоте́ка  — публічна бібліотека міста Ізюм, що складається з 4 бібліотек: 2 центральні міські бібліотеки — для дорослих та для дітей, 2 міські бібліотеки-філії.

## Історія
Передісторія Ізюмської міської центральної бібліотеки розпочалася з відкриття у 1853 році при Ізюмському повітовому училищі першої публічної бібліотеки. Детальні відомості про діяльність першої публічної бібліотеки в Ізюмі у 1850-ті роки не введені у науковий обіг.
Нерозривна історія Ізюмської міської центральної бібліотеки бере свій початок від рішення Ізюмського волосного сходу 2 лютого 1893 року, на якому було вирішено направити прохання до Харківського губернатора про відкриття бібліотеки. 10 березня 1894 року Харківський губернатор дозволив відкрити бібліотеку в Ізюмі та затвердив її устав. 1896 року бібліотеку було урочисто відкрито. Процес заснування та організації бібліотеки здійснювався під керівництвом С. Іговського, а згодом — П. Сукачова. Правління бібліотеки на чолі з П. Сукачовим, займалося збиранням книг та підготовкою приміщення для бібліотеки. Коли кількість зібраних книг досягла 300 екземплярів, бібліотека почала працювати в будинку на подвір'ї пошти. Згодом її розташували в одному із будинків на Великій вулиці. Шафи для зберігання книг для бібліотеки пожертвував Ізюмський окружний суд (який у 1898 році вибув з Ізюма).
У перший рік свого існування бібліотека оформила підписку на такі видання, як: «Ученые записки» Варшавского, Казанского, Юрьевского университетов (їх отримували безкоштовно), «Вестник Европы», «Вестник Воспитания», «Детское чтение», «Новое Слово», «Природа и люди», «Русские ведомости», «Северный вестник», «Южный край». Значну матеріальну підтримку бібліотеці надав місцевий підприємець, власник заводів, Трохим Жевержєєв. Серед меценатів і членів правління бібліотеки був відомий громадський діяч граф Георгій Рібоп'єр, член Міжнародного Олімпійського комітету. Постійними членами правління бібліотеки були директор реального училища Шевченко, начальниця жіночої гімназії Рославлєва.
1902 року за підтримки М. Плєщєєва було розпочато зведення окремої, спеціально призначеної для Ізюмської бібліотеки та книгосховища на 60 тисяч томів двоповерхової будівлі, котра розміщувалася на розі вулиць Дворянської (нині — С. Васильківського) та Гоголівської (нині — вулиця Гоголя), неподалік від будинку, в якому народився С. Васильківський. Будівля бібліотеки, у якій з 1920 року розміщувався Ізюмський музей, не збереглася, вона була знищена в роки Другої світової війни. Фотознімки приміщення бібліотеки 1900-х років зберігаються у фонді Ізюмського краєзнавчого музею. Знімки бібліотеки, які зробив фотограф О. Мішон, було опубліковано у монографії, присвяченій життю і творчості фотомитця.

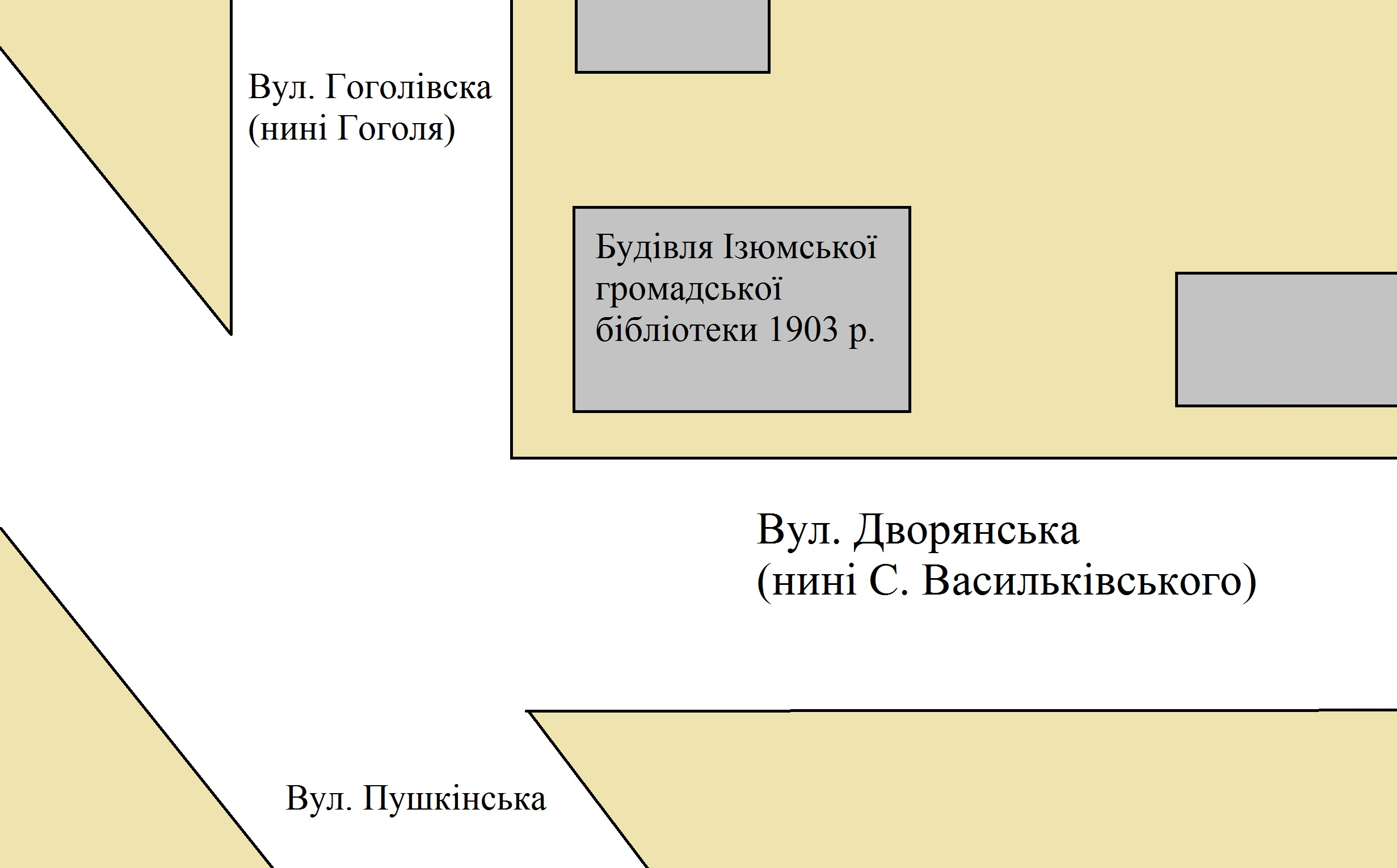
Схема розташування Ізюмської громадської бібліотеки у 1903 році

Фонд бібліотеки постійно зростав, при бібліотеці діяв Книжковий склад (магазин), який мав монопольне право на забезпечення підручниками навчальних закладів міста. Звіти Ізюмської громадської бібліотеки щороку друкувалися у типографії Нутіс в Ізюмі та регулярно надсилалися до Харківської громадської бібліотеки, у фонді якої зберігаються донині й свідчать про активний обмін досвідом між книгозбірнями. У звітах публікувалися поіменні списки членів (підписників) бібліотеки та членів її Правління, детальні фінансові відомості про роботу установи.
У 1900-ті роки в Ізюмській громадській бібліотеці було введено каталожну систему, створену за принципами бібліографознавця М. Рубакіна.. Каталог Ізюмської бібліотеки, створений за системою М. Рубакіна у 1909 році, зберігається у Російській державній бібліотеці.
Коли фонд бібліотеки склав 1000 примірників, його було розділено на дві частини. Перша частина призначалася для читачів, які сплачували за користування книгами. Друга призначалася для безкоштовної «народної читальні». Фонд останньої складався з книг серії «Чтение для народа», «Читальня народной школы», журналів «Душеполезное чтение», «Кормчий», «Церковный вестник», тощо. Читачі (підписники) бібліотеки були розподілені на три розряди. Читачі першого розряду сплачували за читання 60 копійок на місяць, другого розряду — 25 копійок, для читачів третього розряду читання було безкоштовним. Безкоштовний кабінет для читання розмістився у флігелі Міського банку, кабінет (як і бібліотека в цілому) працював у будні дні з 10 до 12 дня й від 4 до 8 години вечора. Обов'язки бібліотекарів на той час з власної ініціативи виконували представники міської інтелігенції  — М. Н. Ковтун, А. В. Любарська, Д. Н. Данкова та інші.
У бібліотеці проводились загальнодоступні лекції, благодійні вистави, недільні читання для народу. Після утвердження в Ізюмі більшовицької влади бібліотеку було націоналізовано, вона отримувала державне фінансування. Для читачів користування бібліотекою стало повністю безкоштовним.
Протягом 1920-х років співробітниками було організовано 64 пересувні бібліотеки для обслуговування користувачів у сільській місцевості.
У 1938 році на Всесоюзному конкурсі на найкращу районну бібліотеку бібліотека здобула І місце в республіці. Колектив бібліотеки був нагороджений грошовою премією — 10 тисяч карбованців. У 1928 році постійними читачами бібліотеки були робітники, службовці, домогосподарки, учні. 60 % з них були молодшими двадцяти п'яти років. Службовці і учні відвідували бібліотеку багато разів щодня. Інші категорії населення ‒ раз на два-три дні. 59 % відсотків читачів цікавилися белетристикою. Також великою популярністю користувалися періодичні видання. Найбільше читачів було у березні, травні і червні. У другій половині 1920-х років жителі Ізюма часто замовляли у бібліотеці такі книги: 1) Йосип Калінніков. «Мощі»; 2) Федір Гладков. «Цемент»; 3) Ілля Еренбург. «Любов Жанни Ней»; 4) Пантелеймон Романов. «Русь»; 5) Ептон Сінклер. «Сільвія»; 6) Джек Лондон. «Маленька господарка великого дому»; 7) Фердінанд Дюшен. «Під повільний поступ каравану»; 8) Олександр Серафімович. «Залізний потік»; 9) Михайло Борисоглєбський. «Святий пил»; 10) Борис Грінченко. «Під тихими вербами»; 11) Іван Котляревський. «Енеїда». 12) Григорій Квітка-Основ'яненко. «Маруся»; 13) Гвідо да Верона. «Жінка, яка винайшла любов». Читальна зала бібліотеки, розрахована на 40 осіб, вже в середині 1920-х стала тісною, книги заповнювали робочий простір, існували проблеми з опаленням і вологістю, вентиляцією і спекою.
Перед початком Німецько-радянської війни у 1941 році фонд бібліотеки сягав 66 000 примірників. Під час окупації фонд бібліотеки було пограбовано, а будівлю спалено. Після визволення міста Ізюм від нацистських окупантів у 1943 році, бібліотека відновила свою роботу. Її було переведено у колишній будинок Ярцева на Соборній вулиці (приблизно на місці сучасного розташування бібліотеки).
У період 1950—1955 років у бібліотеці працював літературний гурток, який пізніше переріс у літературне об'єднання «Крем'янець» при місцевій газеті «Радянське життя».

У 1964—1965 роках при бібліотеці працював клуб любителів поезії, на засіданнях якого виступали місцеві поети та письменники А. І. Саєнко, І. Є. Мирошниченко, Г. Бахтін та інші. Відвідували клуб і харківські літератори, зокрема В. Холод, Ю. Герасименко, З. Кац.
У 1977 році бібліотека увійшла як бібліотека-філія № 1 в Ізюмську централізовану бібліотечну систему, що об'єднала бібліотеки району.
В різні роки бібліотекою завідували Є. М. Мізіна, Л. І. Котелевська, С. М. Толста.
У 2003 році була створена Ізюмська міська централізована бібліотечна система і бібліотека стала міською центральною бібліотекою. Централізована бібліотечна система м. Ізюм налічує 4 бібліотеки: 2 центральні міські бібліотеки — для дорослих та для дітей, 2 міські бібліотеки-філії.

## Сьогодення
Бібліотека постійно бере участь у підготовці заходів до святкування Дня міста; Дня Європи; Всеукраїнському конкурсі «Найкращий читач року».
З 2003 року діє літературно-музичний клуб за інтересами «Літературна вітальня».
У 2010 році бібліотека взяла участь у ІІ раунді конкурсу «Організація нових бібліотечних послуг на основі безкоштовного доступу до Інтернету» програми «Бібліоміст», завдяки чому в бібліотеці працює центр вільного доступу до Інтернету.
Бібліотека проводить цікаві, змістовні заходи, присвячені літературі, мистецтву, культурі: літературно-музичний вечір «Блакитна троянда поетичного саду» (Ліна Костенко), «Олесь Гончар. Золоті сторінки творчості», творчий вечір ізюмської поетеси Тетяни Гребенюк.
Бібліотека плідно працює з управлінням соціального захисту населення, ізюмським міським центром соціальних служб для сім'ї, дітей та молоді, проводячи роботу з молоддю у питаннях морального, духовного, патріотичного виховання, профорієнтації молоді. Це семінари, круглі столи, тренінги, зустрічі, тематичні вечори, тощо.
Цікавим напрямком роботи бібліотеки є робота в координації з Ізюмським МРВ філією ДУ «Центр пробації» в Харківській області з засудженими неповнолітніми, що перебувають під наглядом. Для цієї категорії молоді в бібліотеках проводяться заходи, спрямовані на розвиток особистості, з метою повернення молодої людини до соціуму і попередження правопорушень. Заходи мають правову та загальноосвітню тематику. Наприклад, година спілкування «Бібліотека — давня і вічно юна оселя людського розуму», правова година "Конвенція прав дитини ".
Робота бібліотеки висвітлюється на сторінках газет «Обрії Ізюмщини» та «СІАТ», в передачах міського телебачення «СІАТ» та міської радіокомпанії «Ізюм», на сторінці «Бібліотечний дайджест Ізюма» у facebook та на сайті Ізюмської міської центральної бібліотеки [Архівовано 12 квітня 2022 у Wayback Machine.], на сайті управління культури Ізюмської міської ради та на сайті міста Ізюма.

## Основні напрямки роботи бібліотеки
- Забезпечення вільного доступу до інформації, знань і культурного надбання у громадянському інформаційному суспільстві;
- Надання інформаційної допомоги населенню в задоволенні їхніх запитів, формування художнього смаку і культури читання;
- Надання якісних Інернет-послуг;
- Сприяння профорієнтації та допомога в пошуку роботи;
- Сприяння патріотичному, моральному, естетичному, екологічному вихованню;
- Сприяння правовій освіті населення;
- Покращення іміджу бібліотеки серед жителів громади, шляхом надання якісних інформаційних послуг. Позиціонування бібліотеки як культурного, інформаційно-дозвіллєвого центру для жителів громади.